# Austin Carr

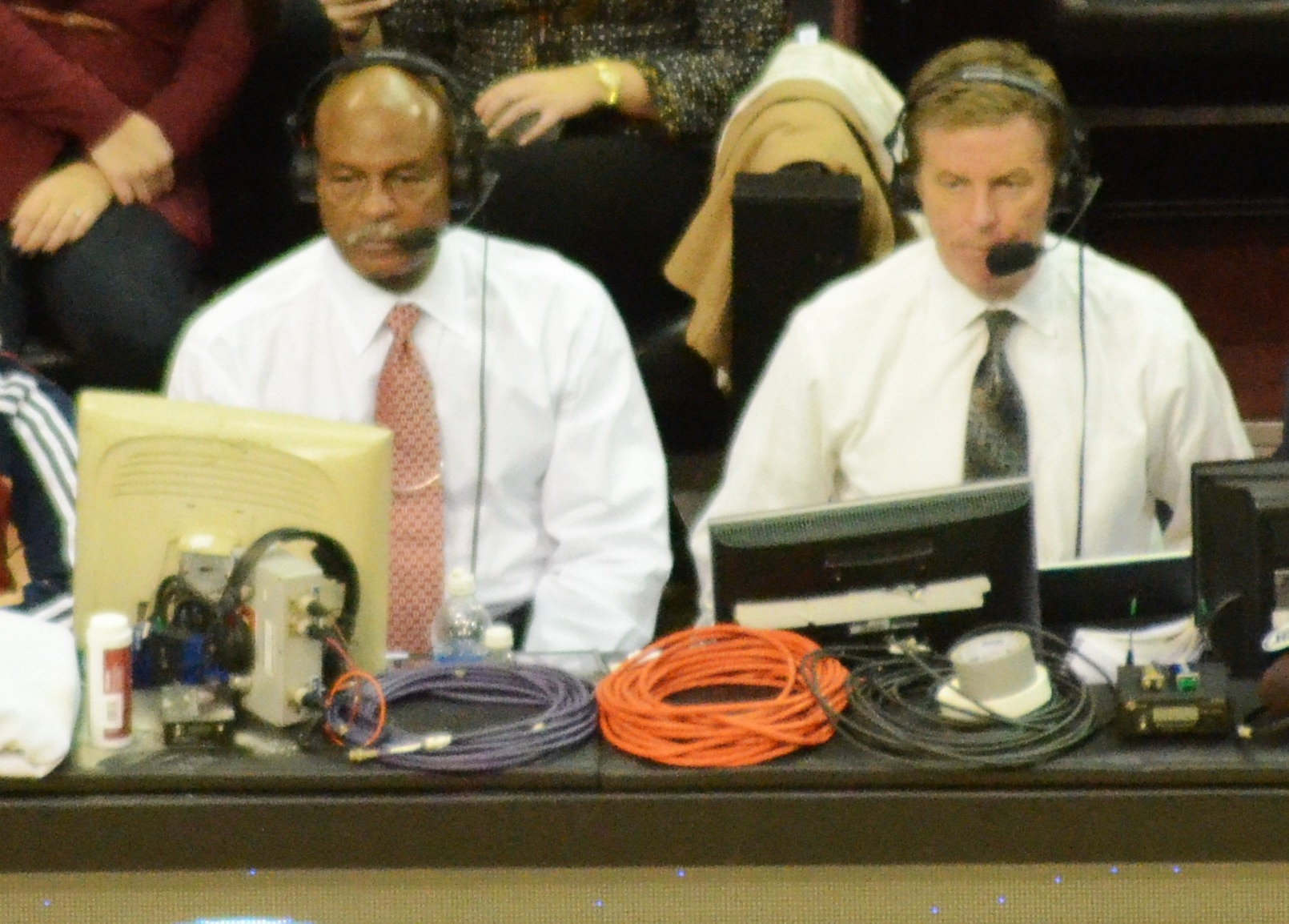
Austin Carr (po lewej) i Fred McLeod relacjonujący spotkanie Cleveland Cavaliers w 2012 roku.

Austin George Carr (ur. 10 marca 1948 w Waszyngtonie) – amerykański koszykarz, występujący na pozycjach rozgrywającego lub rzucającego obrońcy, uczestnik meczu gwiazd NBA, laureat nagrody J. Walter Kennedy Citizenship Award, komentator sportowy.

## Osiągnięcia
NCAA
- Uczestnik rozgrywek:
  - Sweet 16 turnieju NCAA (1970, 1971)
  - II rundy turnieju NCAA (1969–1971)
- Zawodnik roku NCAA:
  - im. Naismitha (1971)[3]
  - według:
    - Helms Foundation (1971)[4]
    - Associated Press (1971)[5]
    - United Press International (1971)[6]
- Wybrany do:
  - I składu All-American (1971)[7]
  - II składu All-American (1970)[7]
  - Akademickiej Galerii Sław Koszykówki (The National Collegiate Basketball Hall of Fame - 2007)[8]
  - Notre Dame Basketball Ring of Honor (2011)[9]

NBA
- Uczestnik meczu gwiazd:
  - NBA (1974)[1]
  - Legend NBA (1993)[10]
- Wybrany do:
  - I składu debiutantów NBA (1972)[11]
  - Galerii Sław Sportu Cleveland (1992)[12]
- Zdobywca nagrody:
  - J. Walter Kennedy Citizenship Award (1980)[2]
  - 2011 Greater Cleveland Sports Commission Lifetime Achievement Award[13]
- Klub Cleveland Cavaliers zastrzegł należący do niego w numer 34[14]